# Le Jongleur de Notre-Dame

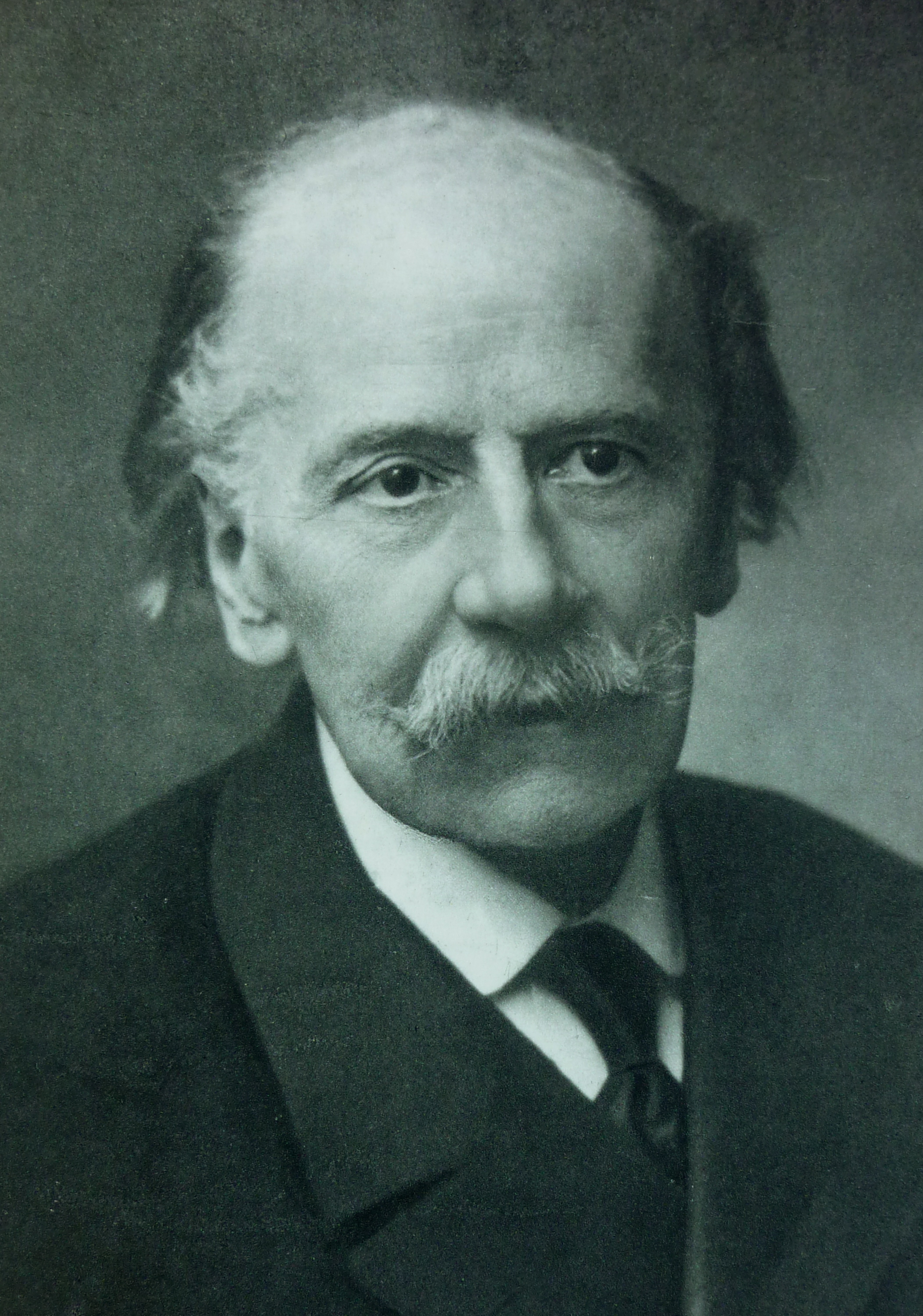
Jules Massenet

Le Jongleur de Notre-Dame (Jonglören i Notre-Dame) är en fransk opera i tre akter med musik av Jules Massenet och libretto av Maurice Léna efter Anatole Frances novell L'étui de nacre (1892), som byggde på Gaston Paris historia Le tombeur de Notre-Dame (1870-talet).

## Historia
Librettot erbjöd Massenet att använda sig av flera aspekter som låg honom varmt om hjärtat: en chans till musikalisk pastisch på medeltida musikstilar; religiös hängivenhet; en diskussion mellan en musiker, en skulptör, en poet och en konstnär; samt en körrepetition. Operan saknar ett sedvanligt kärlekspar, och förutom två mindre roller är alla sångare manliga. Operan hade premiär den 18 februari 1902 på Opéra de Monte-Carlo. År 1900 hade Massenet sagt till musikkritikern Pierre Lalo (som till tonsättaren Édouard Lalo) att han var övertygad om att Le Jongleur de Notre Dame skulle anses som hans mästerverk i framtiden.

## Personer

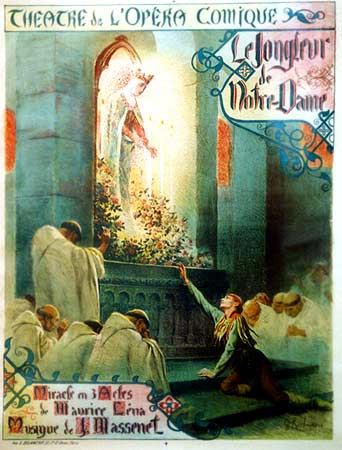
Affisch till Le Jongleur de Notre-Dame.

- Jean (tenor)
- Boniface (baryton)
- Priorn (bas)
- En poet och munk (tenor)
- En målare och munk (baryton)
- En musiker och munk (baryton)
- En skulptör och munk (bas)
- En sångare och munk (baryton)
- En vakt (baryton)
- En följeslagare (baryton)
- En drucken (bas)
- En riddare (tenor)
- Förste ängel (sopran)
- Andre ängel (sopran)
- Jungfruns bild (stum roll)
- En röst (baryton)

## Handling
Cluny, 1300-talet.

### Akt I
Jean är jonglör, akrobat och sångare. Han förlitar sig på sin slagfärdighet för att överleva. Efter att ha lett publiken i en allsång om vinets lov tillrättavisas han av klostrets prior men lovas förlåtelse om han blir medlem i deras orden. Jean skärms av klosterlivets stränga regler men den godlynte munken Boniface lovar annat.

### Akt II
Jean blir retad av de mer artistiska munkarna men inser att inför Den heliga Jungfrun är de alla lika värda. Han faller i religiös trans.

### Akt III
På natten smyger Jean sig in i klosterkyrkan och börjar att uppträda med alla sina färdigheter inför madonnabilden. Munkarna blir förfärade och kallar på priorn. Men innan Jean fängslas hörs två änglaröster från ovan och den heliga jungfrun visar sig i all sin strålglans. Jean dör under extas och alla erkänner att de just har bevittnat ett mirakel.